# Rick Remender
Rick Remender   (Pasadena, 6 de febrer de 1973) és un  estatunidenc que resideix a Los Angeles, Califòrnia. Com a creador de còmics, és conegut sobretot pel seu treball a Uncanny X-Force, Venom, Captain America i Uncanny Avengers, publicats per Marvel, així com per les sèries que ell mateix crea, Fear Agent, Deadly Class, Black Science i Low, publicades per Image. En videojocs, va escriure Dead Space d'EA i Bulletstorm d'Epic Games.
El 2019, Sony Pictures Television va adaptar Deadly Class a una sèrie de televisió amb el mateix nom, de la qual Remender va ser el showrunner (presentador) i guionista principal.

## Biografia
Remender va començar en l'animació, treballant en pel·lícules com ara The Iron Giant, Anastasia, Titan AE i The Adventures of Rocky and Bullwinkle. El 1998, es va associar amb el seu company animador Harper Jaten per crear la sèrie d'humor absurdista Captain Dingleberry, que, després de quatre números d'autopublicació, va ser adquirida per SLG Publishing. Remender va contribuir amb diverses tires curtes a la sèrie antològica Lowest Comic Denominator de Kieron Dwyer, i la parella va cocrear Black Heart Billy, de nou publicada per SLG Publishing. Black Heart Billy va ser cancel·lada després de dos números l'any 2000 i recopilada/acabada per AiT/PlanetLar el 2002 per coincidir amb el llançament de la primera obra en solitari de Remender, la novel·la gràfica Doll and Creature.
Remender va continuar treballant en animació, cocreant i dirigint la sèrie animada de Flash , Swing Town, per a Wild Brain Animation. Els seus altres treballs del període inclouen tasques d'entintat per a The Avengers de Marvel, art per a diversos números de Tales of the Teenage Mutant Ninja Turtles i l'adaptació al còmic de Man with the Screaming Brain de Bruce Campbell, així com còmics curts i portades d'àlbums per a Fat Wreck Chords, un segell punk de la Bay Area. Durant aquest temps, també va ensenyar còmics, animació i storyboard a l'Academy of Art University. El 2005, Remender va començar a treballar principalment amb Image, llançant diversos títols propietat de creadors com ara Sea of Red, Strange Girl i Fear Agent. Treballs posteriors per a Image inclouen la sèrie de terror Sorrow, coescrita amb Seth Peck, i Crawl Space, una sèrie antològica de diverses obres de Remender i el seu col·laborador de llarga data Kieron Dwyer que es va suspendre després de la seva història inicial XXXombies.
El 2007, Remender va traslladar Fear Agent a Dark Horse i va llançar dos nous títols propietat dels creadors a l'editorial, la sèrie de superherois The End League i la sèrie de robots gegants Gigantic . Al mateix temps, Remender va començar a treballar per a Marvel com a escriptor, unint-se a Matt Fraction a Punisher War Journal i mantenint-se amb el personatge per llançar el nou volum que es vinculava a l'statu quo resultant dels esdeveniments de la història de "Dark Reign" del 2008-09. L'abril de 2009, Remender va signar un contracte exclusiu amb Marvel, tot i que li va permetre publicar The Last Days of American Crime a través de Radical. Altres treballs per a Marvel inclouen Uncanny X-Force i un volum de Captain America que presentava la història on Falcon assumia el mantell de Captain America, que va ser adaptat per a Avengers: Endgame i The Falcon and the Winter Soldier.
Remender va treballar com a guionista del videojoc Dead Space d'Electronic Arts i va ser el guionista principal de Bulletstorm d'Epic Games, publicat el 22 de febrer de 2011. El 2013, va tornar a Image, produint una sèrie de títols propietat dels seus creadors com ara Black Science amb Matteo Scalera, Deadly Class amb Wes Craig, Low amb Greg Tocchini, Tokyo Ghost amb Sean Gordon Murphy, Seven to Eternity amb Jerome Opeña i Death or Glory amb Bengal. El 2017, Remender va llançar el seu propi segell a Image, titulat Giant Generator, així com una productora del mateix nom.
A més del seu treball en còmics i videojocs, Remender va ser el showrunner de l'adaptació de Sony Pictures Television de la seva sèrie Deadly Class, que es va emetre a Syfy, però va ser cancel·lada després d'una temporada.
El 2019, The Last Days of American Crime va ser adaptada a la pel·lícula per a Netflix. És una de les poques pel·lícules que rep una qualificació del 0% a Rotten Tomatoes.
El setembre de 2023, es va anunciar que Remender, a través de la seva productora Giant Generator, havia signat un acord d'exclusivitat de tres anys amb Image Comics. L'octubre de 2023, es va anunciar que Giant Generator havia signat acords d'exclusivitat amb 12 artistes d'alt perfil, com ara Daniel Acuña, André Lima Araújo, Paul Azaceta, Bengal, Roland Boschi, Max Fiumara, Mike Hawthorne, JG Jones, Francesco Mobili, Brett Parson i Yanick Paquette. També es va anunciar que el segell treballaria en 3 nous títols que es llançaran el 2024, com ara Grommets de Remender, Brian Posehn i Brett Parson, Napalm Lullaby de Remender i Bengal, i Dust to Dust de Jones i Phil Bram.
El novembre de 2023, Image Comics va publicar el primer número de Holy Roller, un còmic escrit per Remeder, Joe Trohman, Andy Samberg i il·lustrat per Roland Boschi. Holy Roller tracta sobre un jugador de bitlles professional que es veu obligat a deixar la feina dels seus somnis i tornar a la seva ciutat natal, que aviat descobreix que ha estat envaïda pels neonazis, cosa que el porta a convertir-se en un superheroi jueu que maneja una bola de bitlles amb trucs.
L'octubre de 2024, es va anunciar que Giant Generator havia afegit Steve Epting, Zeb Wells i Kalman Andrasofszky a la seva llista de creadors, i cada creador treballaria en còmics que s'anunciarien el 2025.

## Vida personal
Remender resideix a Los Angeles amb la seva dona i els seus dos fills.